# Lijst van voetbalinterlands Portugal - Tsjechië
Deze lijst van voetbalinterlands is een overzicht van alle officiële voetbalwedstrijden tussen de nationale teams van Portugal en Tsjechië. De landen speelden tot op heden zes keer tegen elkaar. De eerste ontmoeting, een kwartfinalewedstrijd bij het Europees kampioenschap voetbal 1996, werd gespeeld in Birmingham (Verenigd Koninkrijk) op 23 juni 1996. Het laatste duel, een groepswedstrijd tijdens het Europees kampioenschap voetbal 2024, vond plaats op 18 juni 2024 in Leipzig (Duitsland).

## Wedstrijden
| № | Plaats     | Datum             | Competitie                  | Wedstrijd           | Uitslag |
| - | ---------- | ----------------- | --------------------------- | ------------------- | ------- |
| 1 | Birmingham | 23 juni 1996      | EK 1996                     | Portugal – Tsjechië | 0 – 1   |
| 2 | Genève     | 11 juni 2008      | EK 2008                     | Tsjechië – Portugal | 1 – 3   |
| 3 | Warschau   | 21 juni 2012      | EK 2012                     | Tsjechië – Portugal | 0 – 1   |
| 4 | Lissabon   | 9 juni 2022       | UEFA Nations League 2022/23 | Portugal – Tsjechië | 2 – 0   |
| 5 | Praag      | 24 september 2022 | UEFA Nations League 2022/23 | Tsjechië − Portugal | 0 − 4   |
| 6 | Leipzig    | 18 juni 2024      | EK 2024                     | Portugal – Tsjechië | 2 – 1   |

## Samenvatting
| Competitie          | Totaal gespeeld | Winst Portugal | Gelijk | Winst Tsjechië | Doelsaldo Portugal – Tsjechië |
| ------------------- | --------------- | -------------- | ------ | -------------- | ----------------------------- |
| EK-eindronde        | 4               | 3              | 0      | 1              | 6 − 3                         |
| UEFA Nations League | 2               | 2              | 0      | 0              | 6 − 0                         |
| Totaal              | 6               | 5              | 0      | 1              | 12 − 3                        |